# Romano Meier
Romano Meier (Baden, 14 de abril de 1995) es un deportista suizo que compite en curling.
Ganó una medalla de bronce en el Campeonato Mundial de Curling Masculino de 2017 y una medalla de plata en el Campeonato Europeo de Curling Masculino de 2019.

## Palmarés internacional
| Campeonato Mundial | Campeonato Mundial   | Campeonato Mundial | Campeonato Mundial |
| Año                | Lugar                | Medalla            | Prueba             |
| ------------------ | -------------------- | ------------------ | ------------------ |
| 2017               | Edmonton (Canadá)    | Medalla de bronce  | Equipo             |
| Campeonato Europeo |                      |                    |                    |
| Año                | Lugar                | Medalla            | Prueba             |
| 2019               | Helsingborg (Suecia) | Medalla de plata   | Equipo             |